# Paradoxo do barbeiro
O Paradoxo do barbeiro é um quebra-cabeças derivado do Paradoxo de Russell. Foi usado pelo próprio Bertrand Russell como uma ilustração de paradoxo, embora ele atribua a uma pessoa não identificada quem sugeriu a ele. O paradoxo demonstra que um cenário aparentemente plausível é logicamente impossível.

## O paradoxo
Suponha-se que exista uma cidade com apenas um barbeiro, do sexo masculino. Nesta cidade, todos os homens se mantêm bem barbeados e eles fazem isso apenas de duas maneiras:
1. Barbeando-se
2. Frequentando o barbeiro

Outra maneira de definir isso é:
O barbeiro é um homem da cidade que faz a barba de todos aqueles, e somente dos homens da cidade que não barbeiam a si mesmos.
Tudo isso parece perfeitamente lógico, até que se coloca a questão paradoxal:
- Quem barbeia o barbeiro?

Esta questão leva a um paradoxo porque, de acordo com a afirmação acima, ele pode ser barbeado por:
1. Ele mesmo, ou
2. O barbeiro (que passa a ser ele mesmo)

No entanto, nenhuma destas possibilidades são válidas, porque:
1. Se o barbeiro barbear-se a si mesmo, então o barbeiro (ele mesmo) não deve barbear a si mesmo.
2. Se o barbeiro não se barbeia a si mesmo, então ele (o barbeiro) deve barbear a si mesmo.

## Prolog
Em Prolog, as condições que levam ao paradoxo do barbeiro podem ser expressas pela cláusula auto-referente:
barbeia(barbeiro,X) :- homem(X), not(barbeia(X,X)).
homem(adao).
onde a negação por falha é pressuposta. Assim, a clausula
barbeia(barbeiro,adao).
será provada como verdadeira, já que barbeia(adao,adao). não pode ser provado. No entanto, com:
homem(barbeiro).
cria-se um loop infinito.

## Variante: morte por enforcamento ou decapitação
Uma outra versão conta a história de um filósofo que cometeu algum crime muito grave (por exemplo, olhou para uma das esposas do Rei), e deve ser executado. O Generoso Rei, porém, permite que ele escolha se quer ser enforcado ou decapitado (ou poderia ser queimado vivo ou crucificado). Se disser uma mentira, será decapitado, e se disser uma verdade, será enforcado. O filósofo, então, diz: Eu serei decapitado.

## Possível resposta com base em convenções sociais
Caso a função de barbeiro seja definida também pelo ambiente de trabalho, então o Barbeiro pode-se barbear sem quebrar a lógica do paradoxo.
Nesse cenário, há duas hipóteses totalmente plausíveis:
- Se o barbeiro barbear-se a si mesmo na barbearia, então o ele (O Barbeiro) enquadra-se no grupo Frequenta o barbeiro.
- Se o barbeiro barbear-se a si mesmo fora da barbearia, então o ele (O Barbeiro) enquadra-se no grupo Barbeia a si mesmo.